# Осада Константинополя (1422)
Осада Константинополя 1422 года — попытка войск Османской империи взять в результате осады и последовавшего штурма византийскую столицу. Несмотря на то, что турки впервые применили артиллерию, предоставленную немецкими предпринимателями и обслуживаемую наёмниками султана, взять город они не смогли, и сражение стало моральной победой осаждённых жителей Константинополя. Однако противостояние серьёзно ослабилo город, который пал спустя 31 год после этого (29 мая 1453 года).

## Предыстория
В 1421 году Мурад II унаследовал трон Османской империи от своего отца Мехмеда I. К этому моменту император Византии уже долгое время оставался правителем лишь мощно укреплённого Константинополя и ряда прилегающих к нему территорий. В 1422 году Мануила II разбил паралич, и ему пришлось передать большинство официальных обязанностей своему старшему сыну Иоанну VIII. Однако тот не обладал опытом и выдержкой отца. Он яро поддерживал конкурента Мурада II в борьбе за императорский трон. В этих условиях летом того же года Мурад II решается на осаду Константинополя, решив преподать им урок послушания. Как и блокада 1391 года, осада 1422, совпала с очередной эпидемией чумы в Константинополе, которая однако перекинулась и на осаждающих турок.

## Ход осады
Мурад II, расценивший действия Иоанна VIII как восстание, отправил на Константинополь не вполне восстановившиеся после Ангорской битвы войска. Тем не менее, 15 июня 1422 года турки осадили столицу Византийской империи. Десятитысячная конница перекрыла дороги на подступах к городу. Хотя артиллерия, которую использовал Мурад II, была новым видом вооружения, она не могла сокрушить мощные стены Константинополя. Византийцы также защищали стены небольшими пушками, которые также были новинкой и появились в Константинополе во второй половине XIV века, во время правления Иоанна VI Кантакузина, а также использовали знаменитый греческий огонь. Жители города успешно оборонялись, в том числе и с помощью французских и итальянских наёмников.
Когда правильная осада не удалась, 24 августа 10-тысячное войско попыталось штурмовать стены Константинополя. Однако приступ был отбит. Народ воспринял избавление от захватчиков как проявление покровительства Божией Матери, которая считается защитницей Константинополя. В эту честь современник событий Иоанн Канан сочинил «Рассказ о константинопольской войне 6930 г., когда Амурат-бей напал на город с сильным войском и чуть было не овладел им, если бы Пречистая Матерь Божия его не сохранила». Между тем, Османская империя испытывала значительные внутригосударственные проблемы, что и привело к необходимости прекратить осаду. Мурад II был вынужден стянуть войска на юг, где успешно подавил ряд восстаний в Анатолии..

## Последствия
В ходе осады погибло до тысячи турок. Потери константинопольцев были относительно невелики: около 30 жителей убитыми и около 100 ранеными. Тем не менее, по заключенному с турками миру 1424 года император Иоанн VIII обязывался и впредь платить султану определённую дань и отдавал ему некоторые города во Фракии. Таким образом, окрестная территория Константинополя стала ещё меньше. Потеряв большие ресурсы и ослабев, столица словно повторяла судьбу императора Мануила II, который был парализован и умер в 1425 году. 
Параллельно на западном фронте турецкий султан, стремящийся покарать Палеологов за попытки развязать восстания в его государстве, начал осаду гавани Фессалоник, второго по значению города империи. Несмотря на военную поддержку венецианцев, которые фактически взяли на себя защиту города, Салоники обезлюдели и 29 марта 1430 года были окончательно покорены турками.
Как и поздняя Византия, османское государство было технологически неразвитым в военном деле. Однако, в отличие от греческого, оно обладало достаточными демографическими и сырьевыми ресурсами для продолжения закупки и постепенного внедрения производства огнестрельного оружия в своей армии, что предопределило успех османов в дальнейшем. Падение Константинополя произошло 29 мая 1453 года. Сын Мурада II Мехмед II захватил город и сделал его столицей Османской империи.